# 1997年ワールドグランドチャンピオンズカップ
1997年ワールドグランドチャンピオンズカップ（英語: FIVB World Grand Champions Cup 1997）は、国際バレーボール連盟主催のバレーボールの国際大会である。1997年（平成9年）11月14日から11月24日まで日本で開催された。
男子はブラジル、女子はロシアが優勝を飾った。共に初優勝。

## ハイライト
- リベロ制が試験的に導入された初の国際大会。
- 25分併用ルール（変則的ラリーポイント制）が使用された。
- 日本女子チームのユニフォームに対し、国際バレーボール連盟会長、ルーベン・アコスタからブルマー着用を求める発言があった。その後、第3戦広島会場でのVS中国からブルマーを着用する（国際バレーボール連盟のユニフォームに関する騒動の節や、バレーボール日本女子代表のユニフォームの節も参照）。

## 試合形式
男女各6チームが参加。男女共に1回戦総当りで各チーム5試合を戦った。

## 会場一覧
- 大阪会場／大阪城ホール（大阪市中央区）
- 広島会場／広島グリーンアリーナ（広島市中区）
- 東京会場／代々木第一体育館（東京都渋谷区）

## 女子競技

### 出場国
- 日本：開催国
- ブラジル：南米選手権優勝
- ロシア：ヨーロッパ選手権優勝
- キューバ：北中米選手権優勝
- 中国：アジア選手権優勝
- 韓国：FIVB推薦国

### 試合結果
| ブラジル | 1 - 3 | キューバ |
| ロシア   | 3 - 0 | 中国     |
| 日本     | 3 - 1 | 韓国     |

| 韓国   | 0 - 3 | ブラジル |
| ロシア | 3 - 0 | 日本     |
| 中国   | 2 - 3 | キューバ |

| キューバ | 3 - 0 | 韓国   |
| ブラジル | 2 - 3 | ロシア |
| 日本     | 1 - 3 | 中国   |

| ロシア | 3 - 1 | キューバ |
| 中国   | 3 - 0 | 韓国     |
| 日本   | 0 - 3 | ブラジル |

| キューバ | 3 - 0 | 日本   |
| 韓国     | 0 - 3 | ロシア |
| ブラジル | 3 - 0 | 中国   |

### 最終結果
| 順位 | チーム   | 勝点 | 試合数 | 勝 | 敗 | 得セット | 失セット |
| ---- | -------- | ---- | ------ | -- | -- | -------- | -------- |
| 1    | ロシア   | 10   | 5      | 5  | 0  | 15       | 3        |
| 2    | キューバ | 9    | 5      | 4  | 1  | 13       | 6        |
| 3    | ブラジル | 8    | 5      | 3  | 2  | 12       | 6        |
| 4    | 中国     | 7    | 5      | 2  | 3  | 8        | 10       |
| 5    | 日本     | 6    | 5      | 1  | 4  | 4        | 13       |
| 6    | 韓国     | 5    | 5      | 0  | 5  | 1        | 15       |

### 個人賞
- MVP（最高殊勲選手賞）  エブゲーニヤ・アルタモノワ
- ベストスパイク賞  レグラ・ベル
- ベストブロック賞  アナスタシア・ベリコワ
- ベストサーブ賞  ナターリヤ・モロゾワ
- ベストレシーブ賞  津雲博子
- ベストスコア賞  エブゲーニヤ・アルタモノワ

## 男子競技

### 出場国
- 日本：開催国
- ブラジル：南米選手権優勝
- オランダ：ヨーロッパ選手権優勝
- キューバ：北中米選手権優勝
- 中国：アジア選手権優勝
- オーストラリア：FIVB推薦国

### 試合結果
| 日本     | 3 - 0 | オーストラリア |
| 中国     | 3 - 1 | オランダ       |
| キューバ | 1 - 3 | ブラジル       |

| ブラジル | 3 - 0 | オーストラリア |
| キューバ | 3 - 0 | 中国           |
| オランダ | 3 - 2 | 日本           |

| 中国           | 0 - 3 | ブラジル |
| オーストラリア | 0 - 3 | オランダ |
| 日本           | 2 - 3 | キューバ |

| 中国     | 3 - 1 | 日本           |
| ブラジル | 3 - 2 | オランダ       |
| キューバ | 3 - 1 | オーストラリア |

| オーストラリア | 2 - 3 | 中国     |
| 日本           | 0 - 3 | ブラジル |
| オランダ       | 0 - 3 | キューバ |

### 最終結果
| 順位 | チーム         | 勝点 | 試合数 | 勝 | 敗 | 得セット | 失セット |
| ---- | -------------- | ---- | ------ | -- | -- | -------- | -------- |
| 1    | ブラジル       | 10   | 5      | 5  | 0  | 15       | 3        |
| 2    | オランダ       | 8    | 5      | 3  | 2  | 12       | 9        |
| 3    | キューバ       | 8    | 5      | 3  | 2  | 11       | 9        |
| 4    | 中国           | 8    | 5      | 3  | 2  | 9        | 10       |
| 5    | 日本           | 6    | 5      | 1  | 4  | 8        | 12       |
| 6    | オーストラリア | 5    | 5      | 0  | 5  | 3        | 15       |

### 個人賞
- MVP（最高殊勲選手賞）  ナウベルチ・ビテンクール
- ベストスパイク賞  バス・ファンデンホール
- ベストブロック賞  鄭亮
- ベストサーブ賞  デビッド・ベアード
- ベストレシーブ賞  李鉄鳴
- ベストスコア賞  ナウベルチ・ビテンクール

## テレビ放送
- 日本テレビ系列で日本戦全試合を中継したがゴールデンタイムで放送されたのが女子開幕戦の日本×韓国のみ

翌日の男子開幕・オーストラリア戦は13:00開始で生中継14:55まで延長オプション30分が設定。
平日開催試合は当日の深夜に、男女最終戦は当日の夕方にそして大会最終日の深夜に総集編が放送された。
- 解説は女子の試合を中田久美、男子の試合を川合俊一が担当。※例外あり（詳細は後述）
- 実況は大阪と東京で行われた試合を船越雅史、広島で行われた試合を平川健太郎が担当。
- リポーターは大阪大会の女子担当に山本純也、男子担当は尾山憲一（第2戦は相手側のみ）、広島大会の対戦相手側に長野正実。東京大会の対戦相手側に豊田順子などが担当した。日本サイドは中田と川合がコートサイド解説を兼ねて行った。
- 大阪、広島両会場の実況席背後に地元局の旗が掲げられていた。
- いくつかの演出もあり日本がポイントをあげるとコートサイドにいる福澤朗（当時・日テレアナウンサー）と藤井恒久が各界著名人（ジャイアント馬場・山本浩二など）と絶叫を行った。

※1．福澤は大阪大会と東京大会（男子2試合、女子1試合）、藤井は広島大会と女子東京大会1試合を担当。
※2．開幕戦は女子が川合、男子を中田が担当したため前述のリポーター（山本、尾山）は両チームのベンチ担当となった。
- 大会3日目、女子の第2戦となったロシア戦ではバレー中継では珍しい音声多重放送を行った。当時人気番組だったウッチャンナンチャンのウリナリ!!企画を実施し副音声で解説：川合、実況：南原清隆、日本リポーター：勝俣州和、ロシアリポーター：天野ひろゆきで放送を行い第2セットに限り主音声で放送された、なお南原のサポート役として当時・日テレチーフアナの小川光明が南原の横についてアドバイスしていた。
- 中継のイメージソングをMAXが歌っていたが大会期間中会場に一切姿を現さなかった。